# Krista Siegfrids
Kristin (Krista) Siegfrids (Kaskinen, 4 december 1985) is een Fins zangeres.

## Biografie
Siegfrids werd in 1985 geboren in Kaskinen uit een gezin van Zweedstalige Finnen. In 2009 startte ze haar muzikale carrière in de band Daisy Jack. Hun eerste single, Perfect crime getiteld, werd uitgebracht in oktober 2011.
Krista Siegfrids raakte bekend bij het grote publiek door haar deelname aan Uuden Musiikin Kilpailu 2013, de Finse voorronde voor het Eurovisiesongfestival. Met het nummer Marry me stootte ze door naar de finale, die ze uiteindelijk ook won. Daardoor mocht ze haar vaderland vertegenwoordigen op het Eurovisiesongfestival 2013, dat gehouden werd in het Zweedse Malmö. Ze stootte door naar de finale, waar ze als 24ste eindigde. Krista Siegfrids baarde in de halve finale opzien door aan het einde van haar lied een van de danseressen te zoenen. Het was de eerste keer dat dat gebeurde bij het Eurovisiesongfestival. Siegfrids wilde met de zoen laten zien dat ze voor invoering van het homohuwelijk in haar land is. Ze herhaalde deze act in de finale.
Siegfrids deed in 2016 mee aan Melodifestivalen met het Zweedstalige nummer Faller. In de tweede halve finale eindigde ze op de vijfde plaats, en werd zodoende uitgeschakeld.
Ook in 2017 deed Siegfrids mee aan Melodifestivalen. Ook ditmaal met een Zweedstalig nummer Snurra min jord. In de derde halve finale eindigde ze op de zevende en laatste plaats en werd zo weer uitgeschakeld.
Ze zal de online host zijn van het Eurovisiesongfestival 2021 in Rotterdam.